# Meilly-sur-Rouvres
Ne doit pas être confondu avec Rouvres-sous-Meilly.
Meilly-sur-Rouvres est une commune française située dans le canton d'Arnay-le-Duc du département de la Côte-d'Or, en région Bourgogne-Franche-Comté.
Sa mairie est située dans le même bâtiment que celle de sa voisine Rouvres-sous-Meilly sur son territoire, à quelques mètres de la limite entre les deux communes.
Son église Saint Agnan est aussi celle de Rouvres-sous-Meilly et est située près des mairies de l'autre côté de la départementale 944.

## Géographie

### Hydrographie
La commune de Meilly-sur-Rouvres est à l'intersection des trois bassins versants du Rhône, de la Loire et de la Seine. Le point de partage des eaux entre la Manche (par la Seine), l'océan Atlantique (par la Loire) et la mer Méditerranée (par la Saône puis le Rhône) est situé à la jonction de la D 981 et de la rue de la Vachère (un chemin communal qui descend à Meilly), au bout de la « Pièce du Pâtis » à 439 m d'altitude. Ses coordonnées sont 04° 32' 54" de longitude est et 47° 12' 12" de latitude nord (47° 12′ 12″ N, 4° 32′ 54″ E).

### Villages, hameaux, lieux-dits, écarts
(liste non exhaustive)

### Climat
Pour des articles plus généraux, voir Climat de la Bourgogne-Franche-Comté et Climat de la Côte-d'Or.
En 2010, le climat de la commune est de type climat des marges montargnardes, selon une étude du Centre national de la recherche scientifique s'appuyant sur une série de données couvrant la période 1971-2000. En 2020, Météo-France publie une typologie des climats de la France métropolitaine dans laquelle la commune est exposée à un climat océanique altéré et est dans la région climatique  Lorraine, plateau de Langres, Morvan, caractérisée par un hiver rude (1,5 °C), des vents modérés et des brouillards fréquents en automne et hiver. 
Pour la période 1971-2000, la température annuelle moyenne est de 9,8 °C, avec une amplitude thermique annuelle de 16,7 °C. Le cumul annuel moyen de précipitations est de 870 mm, avec 12,3 jours de précipitations en janvier et 7,7 jours en juillet. Pour la période 1991-2020, la température moyenne annuelle observée sur la station météorologique de Météo-France la plus proche, « Pouilly-en-Aux_sapc », sur la commune de Pouilly-en-Auxois à 6 km à vol d'oiseau, est de 10,7 °C et le cumul annuel moyen de précipitations est de 859,1 mm,. Pour l'avenir, les paramètres climatiques de la commune estimés pour 2050 selon différents scénarios d'émission de gaz à effet de serre sont consultables sur un site dédié publié par Météo-France en novembre 2022.

## Urbanisme

### Typologie
Au 1er janvier 2024, Meilly-sur-Rouvres est catégorisée commune rurale à habitat dispersé, selon la nouvelle grille communale de densité à 7 niveaux définie par l'Insee en 2022.
Elle est située hors unité urbaine. Par ailleurs la commune fait partie de l'aire d'attraction de Dijon, dont elle est une commune de la couronne,. Cette aire, qui regroupe 333 communes, est catégorisée dans les aires de 200 000 à moins de 700 000 habitants,.

### Occupation des sols
L'occupation des sols de la commune, telle qu'elle ressort de la base de données européenne d’occupation biophysique des sols Corine Land Cover (CLC), est marquée par l'importance des territoires agricoles (68,1 % en 2018), une proportion identique à celle de 1990 (68,1 %). La répartition détaillée en 2018 est la suivante : 
prairies (39,8 %), forêts (29,4 %), terres arables (28,3 %), zones urbanisées (2,4 %). L'évolution de l’occupation des sols de la commune et de ses infrastructures peut être observée sur les différentes représentations cartographiques du territoire : la carte de Cassini (XVIIIe siècle), la carte d'état-major (1820-1866) et les cartes ou photos aériennes de l'IGN pour la période actuelle (1950 à aujourd'hui).

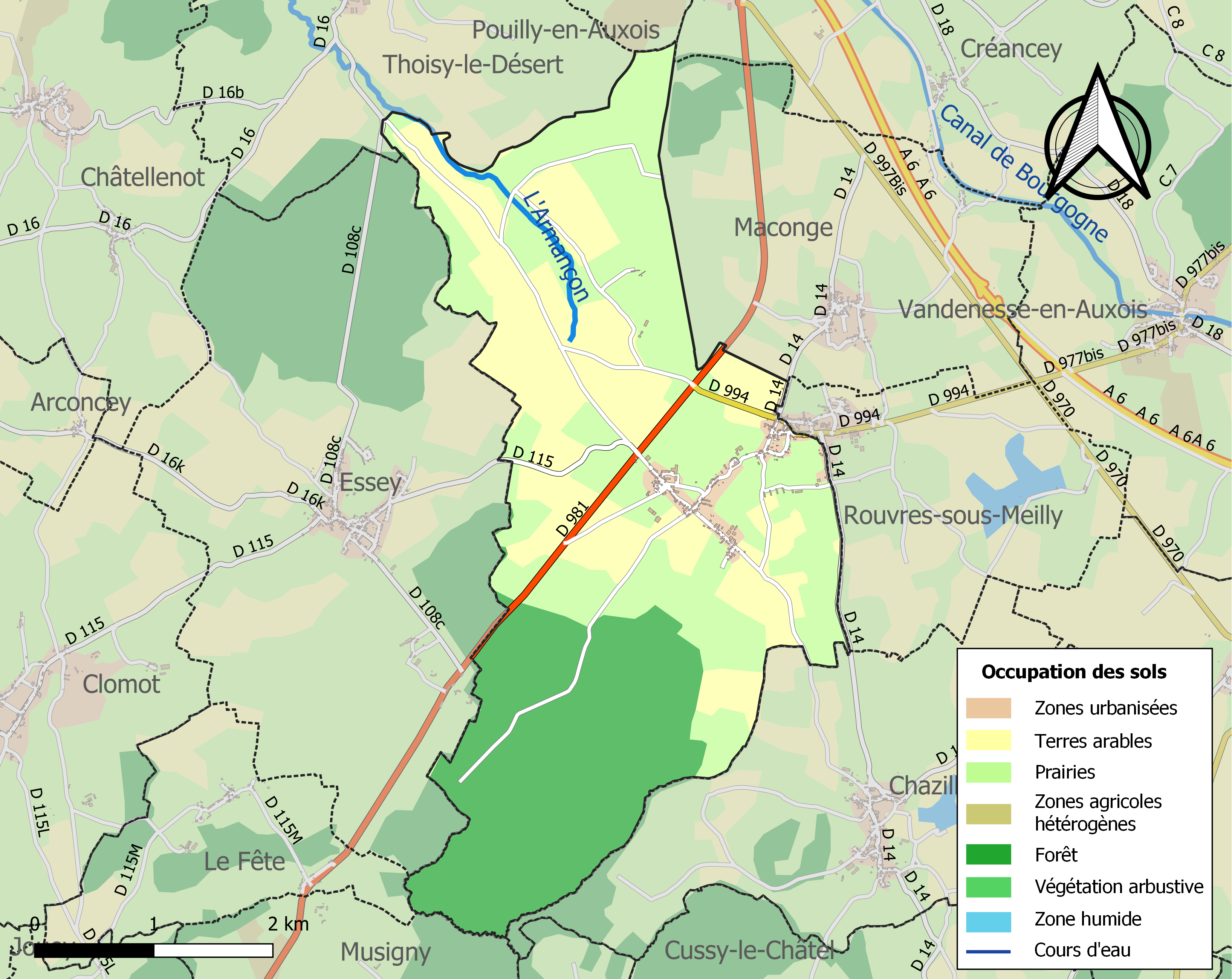
Carte des infrastructures et de l'occupation des sols de la commune en 2018 (CLC).

## Histoire
Vers 1730 le domaine de Maconge, Rouvres et Meilly est acquis par Jean Pâris de Monmartel, conseiller d’État, qui paye 722 000 livres pour Thoisy-le-Désert, Châteauneuf et les 3/4 de Vandenesse en plus des trois lieux précités. Deux foires sont établies en 1587 et un marché le mardi.

## Politique et administration

### Ancien Régime
- Antoine-Alexandre César Fuligny-Damas de Rochechouart, son épouse et leur fille unique Catherine, seigneur de Agey, Marigny, Athie, Aubigny, Flagey-Echézeaux, Meilly-sur-Rouvres.
- 1790   - Jean Vivant Micault de Corbeton (10 mai 1725-17 mars 1794), président au Parlement de Bourgogne, seigneur de Meilly-sur-Rouvres, Rouvres-sous-Meilly, Saligny, Liernolles, Maconge, Barbirey-sur-Ouche, Santenay, Pommard et autres lieux, dernier marquis de Joncy, époux de Marie Françoise Trudaine. Mort décapité.

### Depuis La Révolution
| Période   | Période | Identité           | Étiquette | Qualité |
| --------- | ------- | ------------------ | --------- | ------- |
| mars 2001 |         | M. Camille Beaubis |           |         |
| mars 2014 |         | M. Joël Thomas     | SE        |         |

## Démographie
L'évolution du nombre d'habitants est connue à travers les recensements de la population effectués dans la commune depuis 1793. Pour les communes de moins de 10 000 habitants, une enquête de recensement portant sur toute la population est réalisée tous les cinq ans, les populations de référence des années intermédiaires étant quant à elles estimées par interpolation ou extrapolation. Pour la commune, le premier recensement exhaustif entrant dans le cadre du nouveau dispositif a été réalisé en 2008.

En 2022, la commune comptait 231 habitants, en évolution de +22,22 % par rapport à 2016 (Côte-d'Or : +0,82 %, France hors Mayotte : +2,11 %).
| 1793 | 1800 | 1806 | 1821 | 1831 | 1836 | 1841 | 1846 | 1851 |
| ---- | ---- | ---- | ---- | ---- | ---- | ---- | ---- | ---- |
| 394  | 342  | 430  | 455  | 473  | 520  | 518  | 506  | 504  |

| 1856 | 1861 | 1866 | 1872 | 1876 | 1881 | 1886 | 1891 | 1896 |
| ---- | ---- | ---- | ---- | ---- | ---- | ---- | ---- | ---- |
| 480  | 476  | 455  | 467  | 440  | 445  | 458  | 444  | 401  |

| 1901 | 1906 | 1911 | 1921 | 1926 | 1931 | 1936 | 1946 | 1954 |
| ---- | ---- | ---- | ---- | ---- | ---- | ---- | ---- | ---- |
| 375  | 367  | 359  | 308  | 296  | 314  | 281  | 251  | 230  |

| 1962 | 1968 | 1975 | 1982 | 1990 | 1999 | 2006 | 2008 | 2013 |
| ---- | ---- | ---- | ---- | ---- | ---- | ---- | ---- | ---- |
| 196  | 186  | 180  | 172  | 163  | 171  | 179  | 181  | 186  |

| 2018 | 2022 | - | - | - | - | - | - | - |
| ---- | ---- | - | - | - | - | - | - | - |
| 205  | 231  | - | - | - | - | - | - | - |

## Culture locale et patrimoine

### Lieux et monuments
- Château de Meilly-sur-Rouvres
- Le point de partage des eaux entre Rhône, Loire et Seine est monumentalisé par une pelouse triangulaire avec un massif de verdure en étoile en son centre, et trois rochers placés chacun à une pointe, symbolisant les trois mers (47° 12′ 12″ N, 4° 32′ 54″ E). Dans la vision de l'écrivain Henri Vincenot, ce point fait du site et plus largement de la Bourgogne ce qu'il appelle « le toit du monde occidental »[1],[20].

### Personnalités liées à la commune
- Jean Noireau (1755-1821), général des armées de la République et de l'Empire y est né. Décédé à Angers.
- Jeanne Rozerot (1867-1914), est originaire de Meilly-sur-Rouvres, elle fut la maîtresse, la mère de ses enfants et l'égérie d'Émile Zola.

## Héraldique
| Blason de Meilly-sur-Rouvres | Blason  | D'azur au pairle d'or; sur le tout, de gueules au chêne d'or. |
| Blason de Meilly-sur-Rouvres | Détails |                                                               |